# Anton Slimák
Anton Slimák (29. prosince 1941 Svätý Jur – 26. listopadu 2020 Soběslav) byl slovenský generálporučík, v letech 1989 až 1991 náčelník Generálního štábu. Byl jediným Slovákem, který tuto pozici zastával.

## Životopis
Narodil se 29. prosince 1941 v československém Svätém Juru. Studoval na Vojenské škole Jana Žižky v Moravské Třebové, kde v roce 1958 odmaturoval. Následně nastoupil do 57. motostřeleckého pluku ve Stříbře. V 60. letech 20. století působil v Táboře a Písku.
Vystudoval Vojenskou akademii v Brně a začal pracovat u zpravodajské správy ZVO v Táboře. Později se stal zpravodajský náčelník 9. tankové divize. Na to navázal studiem na Vojenské akademii v Moskvě. Při svém návratu se stal náčelníkem štábu 15. motostřelecké divize v Českých Budějovicích.
Od října 1986 byl zástupcem náčelníka zpravodajské správy Generálního štábu Československé lidové armády. O dva roky později převzal pozici zástupce náčelníka Generálního štábu.
Dne 27. prosince 1989 se stal prvním polistopadovým náčelníkem Generálního štábu. V květnu 1991 jej prezident Václav Havel z funkce odvolal. Nebylo tomu tak kvůli nekompetenci, avšak kvůli rozdílnému pohledu na věc.
O dva roky později odešel do Armády Slovenské republiky, odkud byl v březnu 1995 přeložen do zálohy.
Zemřel 26. listopadu 2020 v jihočeské Soběslavi. Bylo mu 78 let. Pochován je na místním soběslavském hřbitově.

## Medaile a ocenění
- Medaile Za službu vlasti
- Řád rudé hvězdy
- Medaile Za upevňování přátelství ve zbrani
- Medaile Za upevňování bojového přátelství
- Vyznamenání Za zásluhy o obranu vlasti
- Medaile Za upevňování přátelství ve zbrani
- Pamětní medaile k 30. výročí národně osvobozeneckého boje našeho lidu a osvobození Československa Sovětskou armádou